# Anna Sivkova
Anna Sivkova (rusă Анна Витальевна Сивкова; n. 12 aprilie 1982, Moscova, RSFS Rusă, URSS) este o scrimeră rusă specializată pe spadă. Este campioană olimpică pe echipe la Atena 2004, triplă campioană mondială pe echipe în 2001, 2003 și 2013 și campioană europeană pe echipe în 2012. A fost laureată cu argint la Campionatul Mondial din 2013 de la Budapesta, după ce a fost învinsă în finală de estonianca Julia Beljajeva.

## Legături externe
- Materiale media legate de Anna Sivkova la Wikimedia Commons
- Prezentare la Federația Rusă de Scrimă
- Prezentare Arhivat în 5 martie 2014, la Wayback Machine. la Confederația Europeană de Scrimă